# Parafia św. Stanisława w Gwdzie Wielkiej
Parafia pw. św. Stanisława Biskupa i Męczennika w Gwdzie Wielkiej – parafia należąca do dekanatu Szczecinek, diecezji koszalińsko-kołobrzeskiej, metropolii szczecińsko-kamieńskiej. Została utworzona 25 stycznia 1968. Mieści się przy ulicy Szczecineckiej 9.

## Miejsca święte

### Kościół parafialny
Kościół pw. św. Stanisława w Gwdzie Wielkiej
Kościół parafialny został zbudowany w 1866 roku jako obiekt szachulcowy, poświęcony w 1946.

### Kościoły filialne i kaplice
- Kościół pw. Matki Boskiej Różańcowej w Drawieniu
- kościół Matki Boskiej Częstochowskiej w Żółtnicy